# Araneus tenancingo
Araneus tenancingo là một loài nhện trong họ Araneidae.
Loài này thuộc chi Araneus. Araneus tenancingo được Herbert Walter Levi miêu tả năm 1991.